# ФК Пролетер Зрењанин
ФК Пролетер је био фудбалски клуб из Зрењанина, који је угашен 2005. године.

## Историја
Зрењанински клубови интегрисали су се 27. јуна 1947. године. ФК ’’Зрењанин’’ (настао спајањем ФК ’’Обилића’’ и ФК ’’Радничког’’ претходне јесени), ФК ’’Железничар’’ и ФК ’’Борац’’ - формирали су Пролетер. Јула месеца 1947. године у Зрењанину су постојали и ФК ’’Локомотива’’ (следећег лета поново ФК ’’Железничар’’), ФК ’’Бродарац’’ и ФК ’’Дрводељац’’. Клуб је играо у различитим фудбалским лигама бивше Југославије. Играо је у тадашњој Војвођанској лиги, па у Другој лиги а такође и у Првој југословенској лиги.
У сезони 1974/75, Пролетер је испао из прве лиге и у њу је успео да се врати тек 1990/91, где одмах заузима високо пето место.

### 1990.
Фудбалски клуб Пролетер је био један од клубова оснивача нове југословенске прве лиге. Лига је оформљена у сезони 1992/93.
Пролетер је 1997. године играо у Интертото купу у групи 11. Завршио је као четврти у групи са једном победом, једном нерешеном утакмицом и два пораза.

### 2000.
У првој лиги Србије, Пролетер је играо све до 2000. године. Поставши друголигаш почео је да тоне све дубље у кризу. Следеће сезоне је завршио на другом месту друге лиге. Две сезоне касније 2002. године испада у трећу српску лигу али се само после једне сезоне враћа у другу лигу. Опет игра две сезоне у другој лиги и 2005. године опет испада у трећу лигу.
Управа Пролетера је услед тешке финансијске ситуације одлучила да клуб угаси 11. децембра 2005. а школа фудбала се 2006. године удружује са Будућношћу из Банатског Двора и заједнички формирају ФК Банат.
Нови клуб своје утакмице игра на Пролетеровом стадиону Карађорђев парк у Зрењанину.

### 2006.
Недуго по гашењу Пролетера, група његових бивших играча на челу са Амиром Тељиговићем и Драганом Јовићем основала је клуб под именом ФК Пролетер 2006. Овај клуб себе сматра наследником старог Пролетера. Првих неколико година клуб се посветио развоју млађих категорија играча, а 2012. је створен сениорски тим, који се тренутно такмичи у Подручној лиги Зрењанина, петом рангу такмичења у земљи. Овај клуб је добио дозволу за повратак на стадион у Карађорђевом парку 2013. године. У првом мечу по повратку на градски стадион стрелац историјског гола за Пролетер био је Зоран Давидовац.

## Успеси
- Друга лига
Освајач: 1966/67, 1970/71.
- Трећа зона
Освајач: 1957/58.

## Пролетер у европским такмичењима
| Сезона | Такмичење     | Ранг  | Земља     | Клуб                      | Резултат |
| ------ | ------------- | ----- | --------- | ------------------------- | -------- |
| 1997   | Интертото куп | Група | Русија    | Локомотива Нижњи Новгород | 0-1      |
|        |               | Група | Словенија | НК Публикум Цеље          | 0-0      |
|        |               | Група | Турска    | Анталијаспор              | 0-1      |
|        |               | Група | Израел    | Макаби Хаифа              | 4-0      |

## Познати бивши играчи
| - Звонимир Вукић - Дејан Говедарица - Саво Комар - Славко Комар - Дарко Ковачевић - Ненад Бјековић - Радослав Бечејац - Илија Ивић - Владимир Ивић - Слободан Дубајић - Милан Галић - Амир Тељиговић - Тодор Веселиновић - Велибор Ђурић - Ненад Николић - Веско Михајловић - Златомир Обрадов - Ненад Мишковић - Милан Стојановски - Петар Прапорски - Жарко Солдо - Кемал Омерагић - Стеван Веселинов - Ласло Селеш - Михаљ Месарош - Бошко Бурсаћ - Радомир Аћамовић - Александар Зеленовић | - Златко Захович - Владимир Божовић - Бошко Михајловић - Никица Маглица - Предраг Лубурић - Милош Видовић - Милорад Зорић - Ивица Радосављевић - Жарко Оларевић - Радивоје Драшковић - Миленко Рус - Зоран Срдић - Јован Каначки - Горан Гавриловић - Марко Баша - Милета Кирћански - Јовица Симанић - Деливоје Шаренац - Јован Шарчевић - Милан Шаровић - Радослав Бебић - Предраг Јовановић - Ђуро Иванчевић - Драгиша Коснић - Арсен Тошић - Златомир Мићановић - Станко Свитлица | - Бранко Савић - Дејан Лукић - Јован Коврлија - Јован Геца - Драган Јовић - Зоран Лисица - Синиша Кујунџић - Милимир Дубљевић - Срђан Закић - Јово Мишељић - Душко Стајић - Але Хрнић - Жељко Симовић - Милоје Петковић - Ђорђе Рудан - Мирко Тодоровић - Владимир Чурчић - Зоран Чикић - Сретен Васић - Жељко Станић - Драган Шипка - Бранислав Мршић - Стеван Недељков - Саша Ранковић - Милан Ступар - Саша Тодић - Ратко Марјановић |